# Download progressivo
Download progressivo é uma tecnologia de envio de conteúdo multimédia através da internet na qual os vídeos ou o áudio são progressivamente transferidos para o computador do utilizador, permitindo que o mesmo possa visualizar o conteúdo já recebido. 

## Vantagens
- Melhor qualidade de áudio e vídeo;
- É menos influenciável pelas condições da conexão da internet.

## Desvantagens
- Por ser utilizado para transmissões de boa qualidade, o utilizador tem que esperar até que todo o conteúdo seja descarregado.